# Bashkortostán (buque)
El Bashkortostán (antiguo MPK-228) fue una corbeta de la clase Parchim de la Armada Soviética y más tarde de la Armada rusa.

## Hundimiento
El 7 de febrero de 2007, en el Baltiysk se produjo un incendio en el almacén de alimentos secos, que se inició en el lugar donde se almacenaban los alimentos secos, debido a un cortocircuito en un cableado eléctrico anómalo. El incendio, de la más alta categoría de complejidad, fue extinguido por 13 camiones de bomberos y un barco de bomberos de la Flota del Báltico. Como resultado del incendio, la superestructura de proa del buque resultó gravemente dañada.
El barco fue dado de baja en mayo de 2010 y posteriormente desguazado en noviembre de 2015.